# Leichtathletik-Weltmeisterschaften 1983/50 km Gehen der Männer

Panoramablick auf Helsinki

Das 50-km-Gehen der Männer bei den Leichtathletik-Weltmeisterschaften 1983 fand am 12. August 1983 in Helsinki, Finnland, statt.
36 Athleten aus 18 Ländern nahmen an dem Wettbewerb teil. Die Goldmedaille gewann der DDR-Geher Ronald Weigel nach 3:43:08 h. Silber ging mit 3:43:42 h an den spanischen Vizeeuropameister von 1982 José Marín, der im selben Jahr auch Europameister über die Distanz von 20 Kilometer war. Die Bronzemedaille sicherte sich Sergei Jung aus der Sowjetunion mit 3:49:03 h.

## Rekorde
Vor dem Wettbewerb galten folgende Rekorde:
| Weltbestzeit             | José Marín          | 3:40:46 h | Valencia, Spanien | 13. März 1983                                             |
| Weltmeisterschaftsrekord | Weniamin Soldatenko | 3:54:40 h | Malmö, Schweden   | 18. September 1976, Leichtathletik-Weltmeisterschaft 1976 |

Anmerkung:
Rekorde wurden damals im Marathonlauf und Straßengehen wegen der unterschiedlichen Streckenbeschaffenheiten mit Ausnahme von Meisterschaftsrekorden nicht geführt.
Die Siegerzeit von 3:43:08 h des Weltmeisters Ronald Weigel aus der DDR stellte gleichzeitig einen neuen WM-Rekord dar.

## Ergebnis

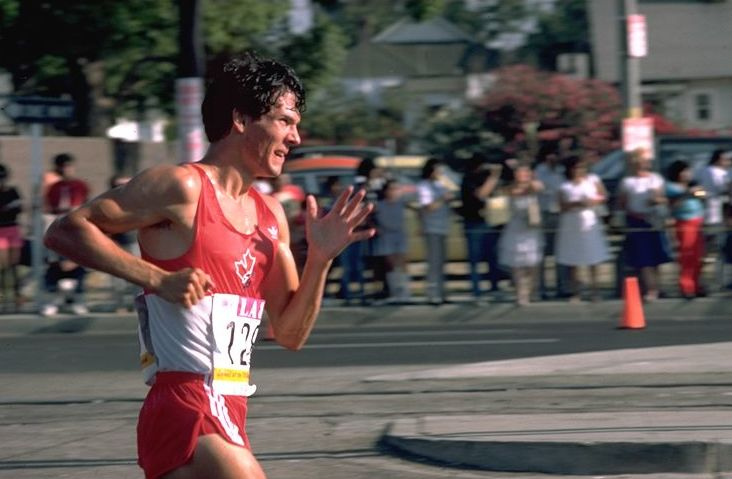
Dominique Guebey – Rang 22

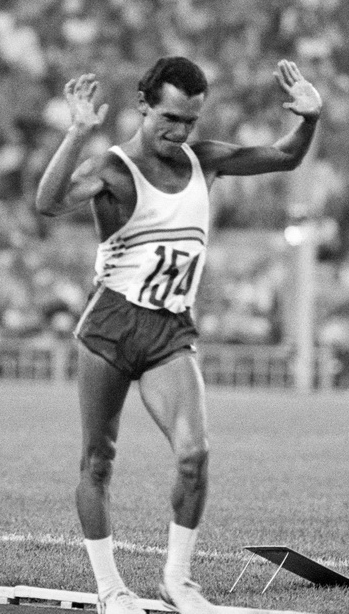
Jorge Llopart – nach seinem 28. Platz über von 20 km erreichte der Europameister von 1978 hier nicht das Ziel

12. August 1983
| Platz           | Athlet                          | Land                            | Zeit (h)   |
| --------------- | ------------------------------- | ------------------------------- | ---------- |
|                 | Ronald Weigel                   | Deutsche Demokratische Republik | 3:43:08 CR |
|                 | José Marín                      | Spanien                         | 3:43:42    |
|                 | Sergei Jung                     | Sowjetunion                     | 3:49:03    |
| 4               | Reima Salonen                   | Finnland                        | 3:52:53    |
| 5               | Raúl González                   | Mexiko                          | 3:53:51    |
| 6               | François Lapointe               | Kanada                          | 3:53:57    |
| 7               | Sandro Bellucci                 | Italien                         | 3:55:38    |
| 8               | Wiktor Dorowskich               | Sowjetunion                     | 3:56:02    |
| 9               | Marco Evoniuk                   | Vereinigte Staaten              | 3:56:57    |
| 10              | Bengt Simonsen                  | Schweden                        | 3:57:25    |
| 11              | Pavol Szikora                   | Tschechoslowakei                | 3:59:03    |
| 12              | László Sator                    | Ungarn                          | 3:59:27    |
| 13              | Lars Ove Moen                   | Norwegen                        | 4:00:50    |
| 14              | Seppo Immonen                   | Finnland                        | 4:02:00    |
| 15              | Manuel Alcalde                  | Spanien                         | 4:03:10    |
| 16              | José Pinto                      | Portugal                        | 4:03:47    |
| 17              | Pavol Blažek                    | Tschechoslowakei                | 4:06:49    |
| 18              | Karl Degener                    | BR Deutschland                  | 4:06:51    |
| 19              | Lennart Mether                  | Schweden                        | 4:07:46    |
| 20              | Miklós Domján                   | Ungarn                          | 4:08:11    |
| 21              | Felix Goméz                     | Mexiko                          | 4:09:22    |
| 22              | Dominique Guebey                | Frankreich                      | 4:09:40    |
| 23              | Dan O’Connor                    | Vereinigte Staaten              | 4:18:41    |
| 24              | Dai Mingxi                      | Volksrepublik China             | 4:30:28    |
| 25              | Zhang Fuxin                     | Volksrepublik China             | 4:35:46    |
| 26              | Osvaldo Morejón                 | Bolivien                        | 4:35:58    |
|                 | Nikolay Udovenko                | Sowjetunion                     | DSQ        |
| Bogusław Duda   | Polen                           |                                 | DSQ        |
| Dietmar Meisch  | Deutsche Demokratische Republik |                                 | DSQ        |
| Erling Andersen | Norwegen                        |                                 | DSQ        |
| Martín Bermúdez | Mexiko                          |                                 | DSQ        |
|                 | Bohdan Bułakowski               | Polen                           | DNF        |
| Bo Gustafsson   | Schweden                        |                                 | DNF        |
| Jim Heiring     | Vereinigte Staaten              |                                 | DNF        |
| Gérard Lelièvre | Frankreich                      |                                 | DNF        |
| Jorge Llopart   | Spanien                         |                                 | DNF        |